# Вакон (Міннесота)
Вакон (англ. Wahkon) — місто (англ. city) в США, в окрузі Мілль-Лак штату Міннесота. Населення — 235 осіб (2020).

## Географія
Вакон розташований за координатами 46°7′53″ пн. ш. 93°31′31″ зх. д. / 46.13139° пн. ш. 93.52528° зх. д. (46.131278, -93.525358).  За даними Бюро перепису населення США в 2010 році місто мало площу 2,50 км², з яких 2,49 км² — суходіл та 0,01 км² — водойми.

## Демографія
Згідно з переписом 2010 року, у місті мешкало 206 осіб у 100 домогосподарствах у складі 52 родин. Густота населення становила 82 особи/км².  Було 206 помешкань (82/км²).
Расовий склад населення:
| - 95,1 % — білих - 2,4 % — корінних американців - 0,5 % — азіатів |

До двох чи більше рас належало 1,9 %. Частка іспаномовних становила 1,0 % від усіх жителів.
За віковим діапазоном населення розподілялося таким чином: 15,5 % — особи молодші 18 років, 60,7 % — особи у віці 18—64 років, 23,8 % — особи у віці 65 років та старші. Медіана віку мешканця становила 49,7 року. На 100 осіб жіночої статі у місті припадало 108,1 чоловіків;  на 100 жінок у віці від 18 років та старших — 100,0 чоловіків також старших 18 років.
Середній дохід на одне домашнє господарство  становив 34 814 долари США (медіана — 28 750), а середній дохід на одну сім'ю — 47 306 доларів (медіана — 43 125). Медіана доходів становила 21 250 доларів для чоловіків та 32 500 доларів для жінок. За межею бідності перебувало 28,9 % осіб, у тому числі 30,0 % дітей у віці до 18 років та 15,8 % осіб у віці 65 років та старших.
Цивільне працевлаштоване населення становило 66 осіб. Основні галузі зайнятості: мистецтво, розваги та відпочинок — 28,8 %, виробництво — 21,2 %, освіта, охорона здоров'я та соціальна допомога — 19,7 %.